# Werner Helsper
Werner Helsper (* 1953 in Höhn) ist ein deutscher Erziehungswissenschaftler und ehemaliger Hochschullehrer.

## Leben
Helsper besuchte das Gymnasium in Westerburg und schloss dieses 1972 mit dem Abitur ab. Im Anschluss studierte er Erziehungswissenschaft, Soziologie, Germanistik und Kunsterziehung an den Universitäten Marburg und Gießen bis 1977. Von 1977 bis 1980 war Helsper wissenschaftliche Hilfskraft mit Abschluss an der Universität Essen. Im DFG-Forschungsprojekt Zum Selbstbild Jugendlicher in Schule und Subkultur, das an der Universität Essen angesiedelt war, war er von 1980 bis 1984 als wissenschaftlicher Mitarbeiter tätig. In den Jahren 1986 bis 1988 arbeitete er als wissenschaftlicher Mitarbeiter am Institut für Jugendforschung in Essen. Im Jahr 1988 promovierte Helsper in Marburg mit einer Dissertation zum Thema Selbstkrise und Individuationsprozess. Anschließend war er als wissenschaftlicher Mitarbeiter am Fachbereich Gesellschaftswissenschaften der Universität Frankfurt und von 1992 zwei Jahre lang als Gastdozent an der Pädagogische Hochschule Halle-Köthen tätig. Im Jahr 1994 erfolgte die Habilitation an der Universität Essen mit einer Schrift zum Thema Religion und Magie in der modernen Adosleszenz. Danach wirkte Helsper als geschäftsführender Leiter des Zentrums für Schulforschung und Fragen der Lehrerbildung an der Universität Halle-Wittenberg. Im Jahr 1995 erfolgte ein Ruf an die Universität Mainz auf eine Professur für Erziehungswissenschaft mit Schwerpunkt Schulpädagogik. Diese bekleidete er bis zu einem Ruf an die Universität Halle-Wittenberg im Jahr 1999. 2007 lehnte Helsper einen Ruf an die Universität Hannover ab. Helsper bekam im Jahr 2018 den Ernst-Christian-Trapp-Preis der Deutschen Gesellschaft für Erziehungswissenschaft für innovative und unkonventionelle wissenschaftliche Leistungen in der Erziehungswissenschaft verliehen. Seit April 2019 ist Helsper Professor im Ruhestand.

## Schriften (Auswahl)
- Selbstkrise und Individuationsprozess. Subjekt- und sozialisationstheoretische Entwürfe zum imaginären Selbst der Moderne (=Zugl.: Marburg, Univ., Diss.), Westdeutscher Verlag, Opladen 1989, ISBN 978-3-531-12067-6.
- Okkultismus – die neue Jugendreligion? Die Symbolik des Todes und des Bösen in der Jugendkultur, Reprint, Springer, Wiesbaden 2012, ISBN 978-3-322-97229-3.
- mit Heinz-Hermann Krüger: Einführung in Grundbegriffe und Grundfragen der Erziehungswissenschaft, 9. Aufl. UTB, Stuttgart 2012, ISBN 978-3-8252-8092-5.
- Professionalität und Professionalisierung pädagogischen Handelns. Eine Einführung, Budrich, Opladen 2021, ISBN 978-3-8252-5460-5.